# Sergio Ramos
Sergio Ramos García (n. 30 martie 1986, Camas, Andaluzia, Spania) este un fotbalist spaniol, care joacă pe post de fundaș central la Monterrey în Primera División de México. Pe plan internațional, are prezențe la națională pentru Spania U17⁠(d), Spania U-19⁠(d), Spania U-21 și Spania.

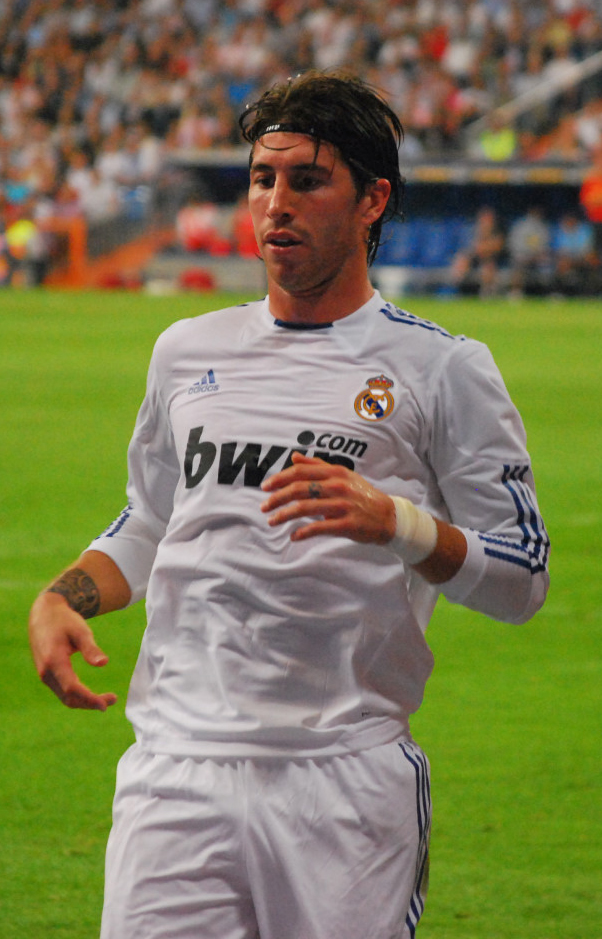
Sergio Ramos în 2011

A debutat în anul 2004 în Primera Division pentru clubul F.C. Sevilla. În sezonul 2005-2006 a fost transferat la Real Madrid pentru suma de 27 milioane de euro. La sfârșitul sezonului 2007-2008 a fost declarat cel mai bun fundaș din Primera Division. Pentru naționala Spaniei are peste 130 de selecții. Împreună cu echipa națională a Spaniei el a câștigat Campionatul Europei și Campionatul Mondial de Fotbal.
În sezonul 2006-2007 a câștigat primul său titlu important împreună cu Real Madrid, câștigând Campionatul Spaniei.

## Date personale
Sergio Ramos s-a născut pe 30 martie 1986, în Camas, Andaluzia (Spania), a debutat ca profesionist la clubul de fotbal Sevilla FC.

## Carieră
FC Sevilla a arătat mare interes pentru el, Sergio a devenit un membru al echipei de tineret a echipei Sevilla în curând. Acolo el a jucat alături de Antonio Puerta (un bun prieten de-al lui care a murit în august 2007).
A debutat pentru prima echipă a Sevilliei în 2004 și a marcat primul său gol în septembrie.
După doi ani de activitate în La Liga, Sergio a semnat în vara anului 2005 cu "galacticii" pentru o taxă de transfer de 27 de milioane de euro și astfel a devenit al șaselea cel mai scump jucător din istoria asociației.
Sergio poartă faimosul tricou cu numărul 4,la fel ca Fernando Hierro, fostul membru și căpitan de la Real Madrid.
A marcat primul său gol pentru Real Madrid, pe 6 decembrie 2005, la o înfrângere în Champions League în fața echipei Olympiakos, un joc pe care Real Madrid l-a pierdut cu 3-2.
Pe 16 iunie 2021, Real Madrid a anunțat că Ramos va părăsi clubul după 16 ani. În cadrul evenimentului său de rămas bun de a doua zi, Ramos, care a cerut inițial o ofertă de doi ani, a menționat că a acceptat reînnoirea contractului de un an cu reducere de salariu; cu toate acestea, oferta expirase fără știrea lui.
La 8 iulie 2021, a fost anunțat că Ramos a semnat un contract de doi ani cu Paris Saint-Germain. A ales să poarte tricoul cu numărul 4, care la acel moment îl purta Thilo Kehrer trecând acesta la tricoul cu numărul 24. Ramos a remarcat: „Sunt destul de superstițios în privința asta și iubesc numărul 4 pentru că am purtat acel număr de la începutul carierei și m-a urmărit de-a lungul carierei și vieții mele, aducând cu mine mult noroc și multe victorii”. În timpul examinării medicale necesare pentru a finaliza semnarea, personalul medical de la PSG s-a raportat a fi impresionat de seriozitatea și fizicul său, în timp ce rezultatele medicale au fost remarcate a fi excelente și incredibile. Personalul a comparat fizicul lui Ramos cu cel al unui tânăr de 25 de ani (avea 35 de ani atunci).
Pe 4 septembrie 2023, Ramos s-a întors la clubul său din copilărie, Sevilla, după 18 ani, prin semnarea unui contract până la sfârșitul sezonului. Pe 17 septembrie, a făcut al doilea debut cu Sevilla într-o victorie cu 1-0 în fața lui UD Las Palmas pe stadionul Ramón Sánchez Pizjuán. Trei zile mai târziu, și-a făcut debutul în Liga Campionilor cu Sevilla într-o remiză 1–1 împotriva lui Lens. Pe 21 octombrie, Ramos a jucat împotriva fostului său club Real Madrid pentru prima dată de când a plecat în 2021, într-un meci din La Liga care s-a încheiat cu un egal 1–1 pe stadionul Ramón Sánchez Pizjuán. Pe 29 noiembrie, a marcat primul său gol pentru Sevilla după revenirea sa într-o înfrângere cu 3-2 acasă împotriva lui PSV Eindhoven în Liga Campionilor, gol care a însemnat și al 10.000-lea gol în competiție. De asemenea, a reușit să atingă al 16-lea gol al său în competiție, egalându-i cu cele mai multe goluri marcate de un fundaș pe Roberto Carlos și Gerard Piqué. Pe 12 decembrie, a doborât recordul, marcând al 17-lea gol cu un penalti în stil Panenka, într-o înfrângere cu 2-1 în deplasare împotriva lui Lens.

## Cariera internațională

### 2002–2006: Nivel de tineret și început de carieră internațională
În 2004, Ramos a devenit o piesă importantă pentru naționala sub 19 ani ai Spaniei, pentru care a jucat șase meciuri internaționale. În timpul Campionatului European de Fotbal sub 19 ani din 2004, Ramos a fost o figură cheie pentru Spania, deoarece a început în patru din cinci dintre meciurile lor în drumul spre câștigarea celui de-al doilea Campionat European sub 19, inclusiv a marcat un penalti decisiv la loviturile de departajare din semifinale împotriva Ucrainei. La 26 martie 2005, într-un meci amical câștigat cu 3-0 împotriva Chinei la Salamanca, și-a făcut debutul pentru echipa de seniori la doar 18 ani și 361 de zile, făcându-l cel mai tânăr jucător care a jucat la echipa națională în ultimii 55 de ani. El a deținut acest record până la 1 martie 2006, când a fost doborât de Cesc Fàbregas într-un meci amical împotriva Coastei de Fildeș.
Pe 12 octombrie 2005, Ramos a marcat primele două goluri internaționale într-o victorie cu 6-0 în deplasare cu San Marino în preliminariile pentru Campionatul Mondial de Fotbal 2006. A fost selectat pentru fazele finale din Germania și, după retragerea internațională a coechipierului de la Real Madrid, Míchel Salgado, a devenit fundașul dreapta de primă alegere. În ciuda faptului că purta tricoul cu numărul 4 la Real Madrid, Ramos a recunoscut că a ales numărul 15 cu Spania, în memoria prietenului său apropiat și fost coechipier de la Sevilla, Antonio Puerta, care a decedat în august 2007 și a debutat cu Spania purtând numărul 15.

### 2008–2012: Generația de Aur a Spaniei
De-a lungul campaniei de calificare a Spaniei la UEFA Euro 2008, Ramos a fost un membru obișnuit în primul unsprezece, echipa națională a terminat pe primul loc în grupa sa, deasupra Suediei. A marcat două goluri, inclusiv unul într-o victorie cu 3-1 în deplasare împotriva Danemarcei, în 11 meciuri. În fazele finale ale turneului, Ramos a jucat în toate meciurile și minutele, cu excepția victoriei cu 2-1 în faza grupelor împotriva Greciei. În finală, pasa lui aproape că a stabilit primul gol internațional al lui Marcos Senna, dar acesta din urmă a ratat ocazia cu câțiva centimetri. În timpul sărbătorilor de după victoria cu 1-0 asupra Germaniei, a purtat un tricou în onoarea răposatului său prieten Puerta.
Ramos a făcut parte din lotul Spaniei pentru Cupa Confederațiilor FIFA 2009 din Africa de Sud, la care Spania a terminat pe locul al treilea. Pe 3 iunie 2010, a fost căpitanul Spaniei pentru prima dată, într-o victorie amicală cu 1-0 împotriva Coreei de Sud la Innsbruck, Austria.
La Campionatul Mondial de Fotbal 2010, desfășurat în aceeași țară, Ramos a jucat fiecare minut al turneului ca fundaș drept, ajutând Spania să nu primească gol în cinci meciuri și să ajungă în finală, pe care a câștigat-o cu 1–0 împotriva Olandei. În ciuda faptului că a jucat pe postul de fundaș drept, a completat mai multe curse în solitar decât orice alt jucător din turneu, 31.
Ramos a revenit în centrul apărării pentru Euro 2012. Întrebat despre schimbarea rolului său, el a răspuns: „M-am adaptat și mă simt confortabil la mijloc, dar sunt campion mondial și european ca fundaș drept”. A jucat toate meciurile din Polonia și Ucraina alături de Gerard Piqué de la Barcelona și, în semifinale împotriva Portugaliei, și-a transformat încercarea de la loviturile de departajare într-o eventuală victorie cu 4–2 (0–0 după 120 de minute), marcând pentru eventualii campioni în stilul Panenka. Pe 1 iulie, Ramos a câștigat al treilea trofeu cu echipa națională de seniori a Spaniei, învingând Italia cu 4-0 în finală. Performanțele lui Ramos în timpul Campionatului European i-au câștigat un loc în echipa turneului. Ramos a purtat un alt tricou în timpul serbărilor ale Spaniei pentru a-i aduce din nou un omagiu răposatului său prieten Puerta.

### 2013–2019: Asumând banderola de căpitan
Pe 22 martie 2013, Ramos și-a sărbătorit cea de-a 100-a selecție deschizând scorul într-o remiză 1–1 cu Finlanda la Gijón în preliminariile pentru Campionatul Mondial de Fotbal 2014. A devenit cel mai tânăr jucător european care a ajuns vreodată la această cifră în acest proces, depășindu-l pe germanul Lukas Podolski. În iunie, Ramos a participat la Cupa Confederațiilor FIFA 2013 din Brazilia, începând fiecare meci, în timp ce Spania a pierdut în finală în fața gazdelor. A fost căpitanul echipei pentru al doilea joc din grupa, o victorie cu 10-0 asupra Tahiti la Maracanã, fiind aceasta cea mai mare victorie din cariera sa. Pe 30 iunie, a ratat o lovitură de pedeapsă în înfrângerea cu Brazilia cu 3-0 în finala Cupei Confederațiilor.
Ramos a fost selectat pentru al treilea Campionat Mondial al său în 2014. A jucat toate cele 90 de minute din fiecare dintre meciurile echipei din Brazilia, fiecare cu un partener diferit în apărarea centrală, deoarece actuali campioni au fost eliminați în faza grupelor.
În februarie 2016, Ramos a câștigat Premiul Luis Aragonés acordat de Marca, care l-a distins drept cel mai bun jucător al echipei naționale din ultimul an. Cu David de Gea selectat înaintea lui Iker Casillas în formația de start a Spaniei, Ramos a fost căpitanul echipei la UEFA Euro 2016. Pe 21 iunie 2016, a avut o lovitură de pedeapsă salvată de Danijel Subašić într-o înfrângere cu 2-1 în fața Croației. Spania a terminat pe locul doi în grupe și a căzut în optimile de finală împotriva Italiei.
Pe 23 martie 2018, cu câteva zile înainte de a împlini 32 de ani, Ramos și-a câștigat cea de-a 150-a selecție cu Spania într-un meci amical 1–1 cu Germania la Düsseldorf. Doar Iker Casillas atinsese anterior astfel de reușită pentru echipă.
Ramos a fost inclus în echipa Spaniei pentru Campionatul Mondial de Fotbal 2018 mergând astfel la al patrulea turneu și la prima Cupă Mondială în calitate de căpitan, după ce Iker Casillas a fost lăsat acasă. A jucat în toate cele trei meciuri ale Spaniei în faza grupelor, în timp ce au ocupat primul loc în „Grupa morții” înaintea Campionilor Europeni Portugalia. În optimile de finală împotriva Rusiei, Ramos a crezut că a marcat golul de deschidere, dar acesta a fost ulterior creditat drept autogol a lui Serghei Ignashevich. Meciul s-a încheiat cu 1–1 după prelungiri și a fost decis la loviturile de departajare (4–3), deoarece gazdele au eliminat La Roja. Ramos a marcat al patrulea penalti al Spaniei, dar nu a fost suficient, deoarece coechipierii Koke și Aspas și-au ratat loviturile.
Cu noul antrenor Luis Enrique, Ramos și-a păstrat banderola de căpitan al echipei naționale. A jucat în toate cele patru meciuri din grupa Liga Națiunilor UEFA 2018-2019 ale Spaniei, devenind cel mai bun marcator al națiunii în grupă cu trei goluri – marcând o dublă împotriva Angliei și de două ori împotriva Croației. Spania a terminat pe locul al doilea în grupă, ceea ce ia făcut să rateze finala din 2019. În martie 2019, Ramos a marcat golul victoriei în primul meci al Spaniei de la calificările la UEFA Euro 2020 împotriva Norvegiei printr-un alt penalti a lo Panenka într-o victorie cu 2-1. Acesta a fost al zecelea penalti al sezonului, marcându-le pe toate. A fost, de asemenea, cel de-al cincilea meci consecutiv în care înscrie pentru Spania, fiind acesta un record personal. Antrenorul Spaniei Enrique l-a lăudat pe Ramos ca fiind un „jucător unic în istorie” după meci.

### 2019–2021: Record de selecții pentru Spania
În cel de-al doilea meci de calificare la Euro 2020, în deplasare împotriva Maltei, Ramos nu a marcat pentru prima dată în șase meciuri pentru Spania – nereușind să-și extindă seria de goluri. Cu toate acestea, meciul s-a încheiat cu 2-0 în favoarea Spaniei, care a fost cea de-a 121-a victorie a lui cu La Roja, egalând recordul all-time al lui Iker Casillas. La 7 iunie 2019, Ramos a doborât recordul celor mai multe victorii internaționale cu 122, în urma unei victorii cu 4–1 împotriva Insulelor Feroe, marcând în acest meci primul gol al Spaniei. Trei zile mai târziu, înaintea meciului cu Suedia, Ramos a primit o placă de la Federația Spaniolă de Fotbal pentru a comemora recordul său. Meciul s-a încheiat cu o victorie cu 3-0 pentru Spania, unde a marcat primul gol și și-a extins numărul la 123 de victorii internaționale. La 5 septembrie 2019, Ramos a înscris dintr-o lovitură de pedeapsă al 21-lea gol internațional pentru a deschide scorul în victoria Spaniei cu 2-1 în deplasare împotriva României într-un meci de calificare la Euro 2020, ceea ce l-a transformat în al 10-lea golgheter din istoria echipei naționale, alături de Michel. Pe 8 septembrie, Ramos a câștigat cea de-a 167-a selecție cu Spania într-o victorie cu 4-0 pe teren propriu împotriva Insulelor Feroe într-o calificare la Euro 2020; cu această apariție, l-a egalat pe Iker Casillas drept jucătorul cu cele mai multe selecții pentru Spania din toate timpurile. La 12 octombrie 2019, a devenit jucătorul în solitar cu cele mai multe prezențe la naționala Spaniei.
Pe 6 septembrie 2020, Ramos a marcat de două ori în victoria cu 4-0 împotriva Ucrainei în Liga Națiunilor UEFA 2020-21, atingând cifra 23 de goluri internaționale și egalând-ul pe Alfredo Di Stéfano drept al optulea golgheter al Spaniei din toate timpurile. Pe 14 noiembrie 2020, într-o remiză 1–1 împotriva Elveției, a făcut a 177-a apariție cu Spania și a depășit recordul lui Gianluigi Buffon pentru cele mai multe selecții internaționale ale unui jucător european.
Ramos și-a făcut ultima apariție internațională pe 31 martie 2021, ca înlocuitor în minutul 86, într-o victorie cu 3-1 acasă în calificările la Campionatul Mondial de Fotbal 2022 împotriva Republicii Kosovo.

### 2021–2023: Excluderea din echipă și retragerea de la națională
Ramos a fost exclus din lotul Spaniei pentru UEFA Euro 2020, în urma unui sezon plin de accidentări. Omisiunea sa a marcat primul turneu important de la Euro 2004, unde nu a fost chemat la echipa națională, punând capăt unei serii de zece turnee consecutive. Un an și jumătate mai târziu, a fost exclus din lotul pentru Campionatul Mondial de Fotbal 2022.
Ramos și-a anunțat retragerea din fotbalul internațional pe 23 februarie 2023, la vârsta de 36 de ani, nefiind chemat la națională de aproape doi ani, după ce noul antrenor Luis de la Fuente i-a spus că nu va mai fi ales.

### Goluri internaționale

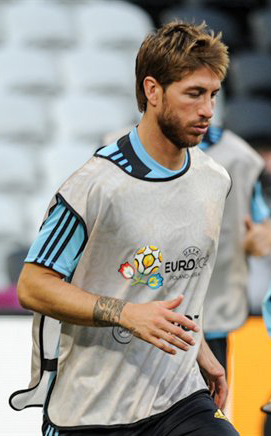
Ramos antrenându-se cu Spania

| #   | Data               | Stadion                                       | Oponent           | Scor | Rezultat | Competiția                                             |
| --- | ------------------ | --------------------------------------------- | ----------------- | ---- | -------- | ------------------------------------------------------ |
| 1.  | 13 octombrie 2005  | Olimpico, Serravalle, San Marino              | San Marino        | 3–0  | 6–0      | Calificările pentru Campionatul Mondial de Fotbal 2006 |
| 2.  | 13 octombrie 2005  | Olimpico, Serravalle, San Marino              | San Marino        | 4–0  | 6–0      | Calificările pentru Campionatul Mondial de Fotbal 2006 |
| 3.  | 13 octombrie 2007  | Atletion, Aarhus, Danemarca                   | Danemarca         | 2–0  | 3–1      | Preliminariile Campionatului European de Fotbal 2008   |
| 4.  | 17 noiembrie 2007  | Santiago Bernabéu, Madrid, Spania             | Suedia            | 3–0  | 3–0      | Preliminariile Campionatului European de Fotbal 2008   |
| 5.  | 3 martie 2010      | Stade de France, Saint-Denis, Franța          | Franța            | 2–0  | 2–0      | Meci amical                                            |
| 6.  | 6 septembrie 2011  | Las Gaunas, Logroño, Spania                   | Liechtenstein     | 4–0  | 6–0      | Preliminariile Campionatului European de Fotbal 2012   |
| 7.  | 16 octombrie 2012  | Vicente Calderón, Madrid, Spania              | Franța            | 1–0  | 1–1      | Calificările pentru Campionatul Mondial de Fotbal 2014 |
| 8.  | 14 noiembrie 2012  | Rommel Fernández, Panama City, Panama         | Panama            | 4–0  | 5–1      | Meci amical                                            |
| 9.  | 22 martie 2013     | El Molinón, Gijón, Spania                     | Finlanda          | 1–0  | 1–1      | Calificările pentru Campionatul Mondial de Fotbal 2014 |
| 10. | 8 septembrie 2014  | Estadi Ciutat de València, Valencia, Spania   | Macedonia de Nord | 1–0  | 5–1      | Preliminariile Campionatului European de Fotbal 2016   |
| 11. | 5 septembrie 2017  | Rheinpark Stadion, Vaduz, Liechtenstein       | Liechtenstein     | 1–0  | 8–0      | Calificările pentru Campionatul Mondial 2018 (UEFA)    |
| 12  | 14 noiembrie 2017  | Krestovsky Stadium, Sankt Petersburg, Rusia   | Rusia             | 2–0  | 3–3      | Meci amical                                            |
| 13  | 14 noiembrie 2017  | Krestovsky Stadium, Sankt Petersburg, Rusia   | Rusia             | 3–3  | 3–3      | Meci amical                                            |
| 14  | 11 septembrie 2018 | Estadio Manuel Martínez Valero, Elche, Spania | Croația           | 5–0  | 6–0      | Liga Națiunilor UEFA 2018–2019 Liga A                  |
| 15  | 11 octombrie 2018  | Millennium Stadium, Cardiff, Țara Galilor     | Țara Galilor      | 2–0  | 4–1      | Meci amical                                            |
| 16  | 15 octombrie 2018  | Estadio Benito Villamarín, Sevilla, Spania    | Anglia            | 2–3  | 2–3      | Liga Națiunilor UEFA 2018–2019 Liga A                  |
| 17  | 15 noiembrie 2018  | Stadion Maksimir, Zagreb, Croația             | Croația           | 2–2  | 2–3      | Liga Națiunilor UEFA 2018–2019 Liga A                  |
| 18  | 23 martie 2019     | Mestalla, Valencia, Spania                    | Norvegia          | 2–1  | 2–1      | Preliminariile Campionatului European de Fotbal 2020   |
| 19  | 7 iunie 2019       | Tórsvøllur, Tórshavn, Insulele Feroe          | Insulele Feroe    | 1–0  | 4–1      | Preliminariile Campionatului European de Fotbal 2020   |
| 20  | 10 iunie 2019      | Santiago Bernabéu, Madrid, Spania             | Suedia            | 1–0  | 3–0      | Preliminariile Campionatului European de Fotbal 2020   |
| 21  | 5 septembrie 2019  | Arena Națională, București, Romania           | România           | 1–0  | 2–1      | Preliminariile Campionatului European de Fotbal 2020   |
| 22  | 6 septembrie 2020  | Estadio Alfredo Di Stéfano, Madrid, Spania    | Ucraina           | 1–0  | 4–0      | Liga Națiunilor UEFA 2020–2021 Liga A                  |
| 23  | 6 septembrie 2020  | Estadio Alfredo Di Stéfano, Madrid, Spania    | Ucraina           | 2–0  | 4–0      | Liga Națiunilor UEFA 2020–2021 Liga A                  |

## Palmares

### Club
Real Madrid
- La Liga (5): 2006–07, 2007–08, 2011–12, 2016–17, 2019-20
- Copa del Rey (2): 2010-2011, 2013-2014

Finalist (1): 2012–13
- Supercupa Spaniei (4): 2008, 2012, 2017, 2020

Finalist (1): 2011
- Liga Campionilor UEFA (4): 2013–2014, 2015–16, 2016–17, 2017-2018
- Supercupa Europei (3): 2014, 2016, 2017
- Campionatul Mondial al Cluburilor (4):2014, 2016, 2017, 2018

### Națională
Spania
- Campionatul Mondial de Fotbal (1): 2010
- Campionatul European de Fotbal (2): 2008, 2012
- Cupa Confederațiilor FIFA

Finalist: 2013
Locul 3: 2009
Spania U–19
- Campionatul European Under-19: 2004

### Individual
- La Liga Breakthrough Player of the Year: 2005
- La Liga Best Defender: 2012, 2013
- ESM Team of the year: 2007–08, 2011–12
- FIFA/FIFPro World XI: 2008, 2011, 2012, 2013
- UEFA Team of the Year: 2008, 2012, 2013

- UEFA EURO 2008
- 2010 FIFA World Cup: Castrol Index Winner[27]
- FIFA World Cup All-Star Team: 2010
- UEFA EURO 2012: Castrol EDGE Index Winner[28]

- UEFA Euro Team of the Tournament: 2012

## Statistici

### Club
La 25 mai 2014.
| Club          | Sezon         | Ligă    | Ligă   | Cupă1   | Cupă1  | Europa  | Europa | Total   | Total  |
| Club          | Sezon         | Meciuri | Goluri | Meciuri | Goluri | Meciuri | Goluri | Meciuri | Goluri |
| ------------- | ------------- | ------- | ------ | ------- | ------ | ------- | ------ | ------- | ------ |
| Sevilla       | 2003–04       | 7       | 0      | 0       | 0      | 0       | 0      | 7       | 0      |
| Sevilla       | 2004–05       | 31      | 2      | 5       | 0      | 5       | 1      | 41      | 3      |
| Sevilla       | 2005–06       | 1       | 0      | 0       | 0      | 0       | 0      | 1       | 0      |
| Sevilla       | Total         | 39      | 2      | 5       | 0      | 5       | 1      | 49      | 3      |
| Real Madrid   | 2005–06       | 33      | 4      | 6       | 1      | 7       | 1      | 46      | 6      |
| Real Madrid   | 2006–07       | 33      | 5      | 3       | 12     | 6       | 1      | 42      | 6      |
| Real Madrid   | 2007–08       | 33      | 5      | 5       | 1      | 7       | 0      | 45      | 6      |
| Real Madrid   | 2008–09       | 32      | 4      | 2       | 1      | 8       | 1      | 42      | 6      |
| Real Madrid   | 2009–10       | 33      | 4      | 0       | 0      | 7       | 0      | 40      | 4      |
| Real Madrid   | 2010–11       | 31      | 3      | 7       | 1      | 8       | 0      | 46      | 4      |
| Real Madrid   | 2011–12       | 34      | 3      | 6       | 0      | 11      | 1      | 51      | 4      |
| Real Madrid   | 2012–13       | 26      | 4      | 5       | 0      | 9       | 1      | 40      | 5      |
| Real Madrid   | 2013–14       | 32      | 4      | 8       | 0      | 11      | 3      | 51      | 7      |
| Real Madrid   | Total         | 287     | 36     | 42      | 4      | 74      | 8      | 403     | 48     |
| Total carieră | Total carieră | 326     | 38     | 47      | 4      | 79      | 9      | 452     | 51     |

1Include Supercopa de España.